# Eiko Ishioka
Eiko Ishioka (jap. 石岡 瑛子, Ishioka Eiko; * 12. Juli 1938 in der Präfektur Tokio; † 21. Januar 2012 ebenda) war eine japanische Designerin und Kostümbildnerin.

## Leben und Werk

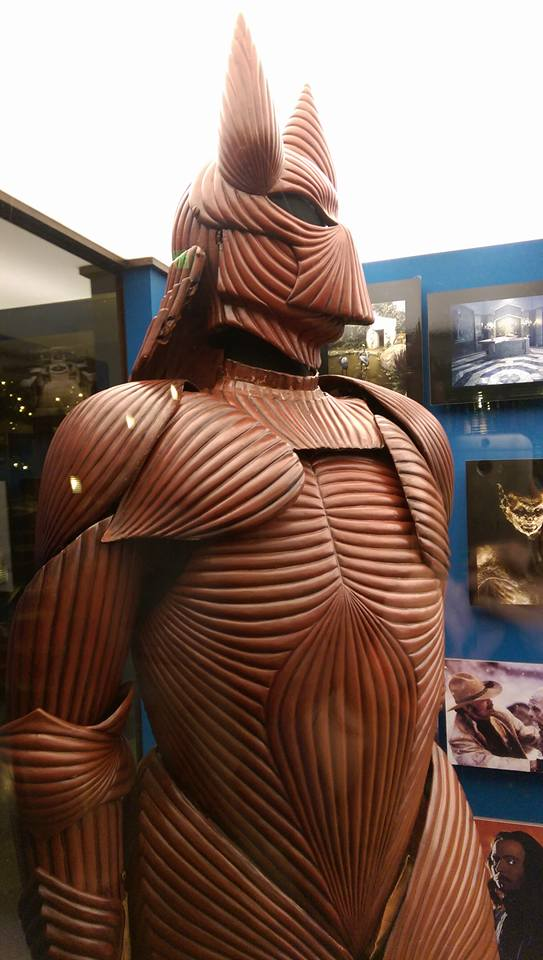
Kostüm von Gary Oldman aus dem Film Bram Stoker’s Dracula (1992)

Die Tochter eines Grafikdesigners schloss 1961 ihr Kunststudium an der Tōkyō Geijutsu Daigaku ab und arbeitete anschließend in der Werbeabteilung des Kosmetikkonzerns Shiseido. Seit Anfang der 1970er Jahre war sie selbständig und machte zunächst durch Werbung für die japanische Kaufhauskette Parco auf sich aufmerksam.
Zusammen mit dem Kameramann John Bailey und dem Komponisten Philip Glass erhielt sie 1985 einen Sonderpreis der Internationalen Filmfestspiele von Cannes für die Ausstattung des Films Mishima – Ein Leben in vier Kapiteln. 1986 wurde das von ihr gestaltete Cover des Albums Tutu von Miles Davis mit einem Grammy ausgezeichnet. Einen Oscar für Kostümdesign erhielt sie 1992 für den Film Bram Stoker’s Dracula von Francis Ford Coppola. In den 2000er Jahren folgte eine mehrjährige Zusammenarbeit als Kostümbildnerin mit dem Filmregisseur Tarsem Singh. Am Broadway entwarf Ishioka das Bühnenbild und die Kostüme für das Schauspiel M. Butterfly von David Henry Hwang und zuletzt die Kostüme für das Musical Spider-Man: Turn Off the Dark.
Für die Opernproduktion Der Ring des Nibelungen unter der musikalischen Leitung von Hartmut Haenchen und in der Regie von Pierre Audi, Bühnenbild von Georg Tsypin, entwarf sie 1998 die Kostüme und Requisiten. Die Produktion wurde bis 2014 gezeigt und sowohl auf DVD wie auch auf Stream festgehalten.
Bei den Olympischen Winterspielen von Salt Lake City im Jahr 2002 trugen Mitglieder der Mannschaften der Schweiz, Kanadas, Japans und Spaniens von ihr gestaltete Kleidung. Ebenso war Ishioka für die Kostüme der Eröffnungsfeier der Olympischen Sommerspiele 2008 in Peking verantwortlich.
Ishioka führte Regie bei Björks Musikvideo Cocoon (2002) und entwarf die Kostüme für Grace Jones’ Hurricane-Tour (2009).
Im Januar 2013 wurde sie postum für den Film Spieglein Spieglein – Die wirklich wahre Geschichte von Schneewittchen für einen Oscar nominiert.

## Filmografie
- 1985: Mishima – Ein Leben in vier Kapiteln (Mishima: A Life in Four Chapters)
- 1991: Closet Land
- 1992: Bram Stoker’s Dracula (Dracula)
- 2000: The Cell
- 2006: The Fall
- 2007: Teresa, el cuerpo de Cristo
- 2011: Krieg der Götter (Immortals)
- 2012: Spieglein Spieglein – Die wirklich wahre Geschichte von Schneewittchen (Mirror Mirror)

## Ausstellungen
- 1991: Leni Riefenstahl – Life, Bunkamura Museum in Shibuya, Tokio[4]
- 2014: Opera at the Stedelijk: Lex Reitsma + Eiko Ishioka., Stedelijk Museum, Amsterdam[5]

## Auszeichnungen
- 1985: Zusammen mit dem Kameramann John Bailey und dem Komponisten Philip Glass den Sonderpreis der Internationalen Filmfestspiele von Cannes für die Ausstattung des Films Mishima – Ein Leben in vier Kapiteln
- 1987: Grammy für das von ihr gestaltete Cover des Albums Tutu von Miles Davis
- 1988: Tony Award Nominierung für Beste Kostüme und Bestes Bühnenbild für M. Butterfly
- 1992: Aufnahme in die Art Directors Club Hall of Fame
- 1993: Academy Award für Bestes Kostümdesign für Bram Stoker’s Dracula
- 1993: Saturn Award für Bestes Kostüm für Bram Stoker’s Dracula
- 1994: British Academy Film Award Nominierung für Bestes Kostüm für Bram Stoker’s Dracula
- 2001: Saturn Award Nominierung für Bestes Kostüm für The Cell
- 2012: Tony Award Nominierung für Bestes Kostümdesign (Musical) für  Spider-Man: Turn Off the Dark
- 2013: Academy Award Nominierung für Bestes Kostümdesign für Spieglein Spieglein – Die wirklich wahre Geschichte von Schneewittchen